# Länsväg 250
De Zweedse weg 250 (Zweeds: Länsväg 250) is een provinciale weg in de provincie Västmanlands län in Zweden en is circa 75 kilometer lang.

## Plaatsen langs de weg
- Kungsör
- Valskog
- Köping
- Kolsva
- Färna en Bäck
- Fagersta

## Knooppunten
- E20 bij Kungsör (begin)
- E18 bij Köping
- Länsväg 233 bij Färna
- Riksväg 66 en Riksväg 68 bij Fagersta (einde)